# ルイジアナ (原子力潜水艦)
ルイジアナ(USS Louisiana, SSBN-743)は、アメリカ海軍のオハイオ級原子力潜水艦の18番艦艦で最終建造艦。名はルイジアナ州に因んで命名された。その名を持つ艦としては、未着工に終わったモンタナ級戦艦5番艦(BB-71)以来5隻目。就役した艦としてはコネチカット級戦艦2番艦(BB-19)以来4隻目。

## 艦歴
ルイジアナの建造は1990年12月19日にコネチカット州グロトンのジェネラル・ダイナミクス・エレクトリック・ボート社に発注され、1992年10月23日に起工した。1996年7月27日にパトリシア・オキーフによって命名、進水し、1997年9月6日に就役した。
ルイジアナはワシントン州シルバーデールのキトサップ海軍基地を母港として活動している。